# Backyard Football '08
Backyard Football 2008 é o 5º título na série Backyard Sports lançado em 26 de setembro de 2007 para o Nintendo Wii, PlayStation 2 , Nintendo DS e PC. O jogo tem múltiplos reviews.

## Jogadores disponíveis
- Tom Brady
- Vince Young
- Reggie Bush
- Peyton Manning
- Shaun Alexander
- Brian Urlacher
- Michael Strahan
- LaDainian Tomlinson
- Frank Gore
- Champ Bailey
- Jason Taylor
- Chad Johnson
- Larry Johnson
- Marvin Harrison
- Steve Smith

## Ligações Externas
- Site Oficial (em inglês)